# Косолапов, Филипп Макарович
Филипп Макарович Косола́пов (9 января 1919, Волково, Уфимский район — 7 августа 1994, Чернигов) — командир эскадрильи 2-го гвардейского истребительного авиационного полка 322-я истребительная авиационная дивизия, 2-й истребительный авиационный корпус, 1-я воздушная армия, Западный фронт), гвардии старший лейтенант, Герой Советского Союза (1943).

## Биография
Родился 9 января 1919 года в деревне Волково Уфимского района Башкирской АССР в семье крестьянина. Окончил 7 классов неполной средней школы. Работал на нефтеперегонном заводе. Окончил аэроклуб в Уфе.
С декабря 1938 года служил в Красной армии. В 1940 году окончил Чкаловскую военную авиационную школу лётчиков. С сентября 1942 года лейтенант Ф. М. Косолапов в действующей армии. По ноябрь 1943 года служил во 2-м гв. иап. Затем, до конца войны, в 937-м иап. Всего выполнил около 300 боевых вылетов, в 33 воздушных боях сбил 11 самолётов лично и 9 — в группе с товарищами.
После войны продолжал служить в ВВС. В 1955 году окончил Военно-воздушную академию и был назначен на должность заместителя начальника 57-го Черниговского ВАУЛ.. С 1957 года полковник Ф. М. Косолапов — в запасе. Жил в городе Чернигов. Был директором совхоза «Украина» в Черниговском районе Черниговской области. Учился на агрономическом факультете Украинской сельскохозяйственной академии.
Умер 7 августа 1994 года.

## Подвиг
«К августу 1943 года командир эскадрильи 2-го гвардейского истребительного авиационного полка (322-я истребительная авиационная дивизия, 2-й истребительный авиационный корпус, 1-я воздушная армия, Западный фронт) гвардии старший лейтенант Ф. М. Косолапов совершил 107 боевых вылетов, в 25 воздушных боях сбил лично 8 и в составе группы 6 самолётов противника».
2 сентября 1943 года за мужество и воинскую доблесть, проявленные в боях с врагами, Косолапов Филипп Маркович удостоен звания Героя Советского Союза.

## Награды
- Медаль «Золотая Звезда» Героя Советского Союза (02.09.1943)[2].
- Орден Ленина (02.09.1943).
- Орден Красного Знамени (08.07.1943)[3].
- Орден Кутузова 3-й степени.
- Орден Александра Невского (19.08.1943)[4].
- Орден Отечественной войны 1-й степени (06.04.1985)[5].
- Орден Красной Звезды (27.01.1943)[6].
- Орден Красной Звезды (1954).
- Медали.

## Память
- Ф. М. Косолапов был почётным гражданином города Зелёна-Гура (Польша).
- Его имя занесено на мемориальную доску Героев Советского Союза — выпускников Уфимского аэроклуба.